# Tetovaný
Tetovaný (v orig. The Painted Man nebo také v US The Warded Man) je fantasy příběh tří hrdinů vyprávěný od jejich dětství až po dobu, kdy se budou muset utkat o svůj holý život. Jedná se o první knihu z démonské pentalogie, jejímž autorem je americký spisovatel Peter V. Brett. Poprvé ji publikoval v roce 2008. Tetovaný byl přeložen do více než 20 světových jazyků.

## Děj
V knize se vyprávějí tři osudy navzájem se neznajících lidí Arlena, Leeshy a Rojera. Arlen je kluk který žije se svojí rodinou ve vesnici. Jednoho večera zaútočí zlí démoni jadrnci na jeho matku a on se dívá, jak se jeho otec před nimi schovává, namísto aby matce pomohl. Arlen je zasnouben s nejmladší dcerou otcova přítele, který žije na kraji vesnice. Jelikož se Arlen stydí za svého otce, se kterým se pohádá, utíká do lesa. Arlen si v noci vyrývá do země chrany, magické značky na ochranu proti démonům, a za dne cestuje. Po několika dnech potká posla se žonglérem a s nimi pak cestuje do města. Ve městě Arlen pracuje jako učedník chraničáře a chce se stát poslem. U své adoptivní rodiny, přátel a dívky však nenalézá pochopení, a proto znovu utíká. Stane se poslem a několik let hledá dávné bojovné chrany. Nalézá nové přátele, kteří chápou jeho potřebu bojovat s démony. Nejvíce ho chápe jeho přítel z pouště Krasia, což je jediné místo, kde je boj s démony povinností. Později v poušti Krasia nalezne bájné město s bojovými chranamy a legendárním kopím, pomalované bojovými chranami. Když jej ukáže příteli, je nejdříve odmítán jako lhář a kopí je považováno za podvrh, ale poté, co se ukáže jeho pravdomluvnost v labyrintu, je zrazen a okraden. Jeho přítel však projeví kapku soucitu a nechá ho živého uprostřed pouště na pospas démonům. Arlen zázrakem přežije a vydává se do města s chranami, kde je dlouho studuje. Nakonec se rozhodne si jimi potetovat celé tělo a tím ze sebe udělat živoucí zbraň.
Mezitím se Leesha, kterou zostudí snoubenec a která je i se svým otcem terorizována ze strany panovačné matky, stává kořenářkou. Leesha se straní mužů v očekávání toho pravého. Po nějaké době se z ní stává uznávaná kořenářka a dozví se i dávný recept na zbraň proti jadrncům.
Třetím z hlavních hrdinů je Rojer. Rojer je učedník žongléře, který ho adoptoval poté, co Rojerova rodina zemřela žongléřovou vinnou. Rojer je zmrzačený, chybí mu tři prsty, to mu však nebrání v tom skvěle hrát na housle. Když se dozví, co mistr provedl jeho rodině, pohádá se s ním. Mistr ho předhodí Jadrncům a hned, jak si uvědomí, co udělal, tak skočí před Jadrnce místo něj a umírá. Rojer se dozvídá o svém nadání hudbou ovládat Jadrnce.
Na konci příběhu se hrdinové setkají.

## Postavy

### Arlen
Arlen je nebojácný. Nebojí se Jadrnců, před nimiž se všichni schovávají, ani větších a silnějších vrstevníků. Bojí se ale toho mít někoho rád.

### Leesha
Leesha je se svým otcem utlačovaná ze strany panovačné matky. Doufá, že nalezne pomoc v podobě snoubence, jenže ten ji zradí. Východiskem je jediná možnost, stát se vesnickou kořenářkou.

### Rojer
Když byl Rojer malý, přišel žongléřovou vinnou o oba rodiče a tři prsty. Brání mu to v žonglování, ale nebrání v hraní na housle.

## Povolání

### Posel
Posel je ten, kdo cestuje mezi městy a vesnicemi. Často s ním jezdí žonglér. Musí velmi dobře ovládat chraničářství, kreslení chran.

### Žonglér
Žonglér je pod cechem žonglérů, u kterých musí nejprve složit zkoušky a poté odvádět příspěvky.

## Chrany
Chrany jsou magické značky, které dokáží vytvořit magickou sít, která drží jadrnce za ní nebo uvnitř ní. Existují ochranné a bojové chrany. Nikdo neví, odkud se vzali, a časem se jich mnoho zapomnělo.

## Jadrnci
Jadrnci jsou démoni vylézající z jádra země, kteří jsou neuvěřitelně silní a mocní. Nesnášejí denní světlo, proto vylézají jen v noci, kdy útočí na všechna lidská obydlí ve snaze najít skulinu v chranové síti, aby ji protrhli. Existuje mnoho druhů Jadrnců, konkrétně v tomto díle jsou zmiňováni jadrnci ohniví, skalní, lesní ale také píseční.

### Ohniví jadrnci
Ohniví jadrnci jsou malá kočku připomínající zvířata, která ráda cokoliv zapalují takzvanými plivanci tekutého ohně. Jsou tvořeni nadpřirozeným ohněm.

### Skalní jadrnci
Skalní jadrnci jsou tvořeni z kamene a mají neuvěřitelně silnou kůži. Dosahují výšky kolem 15 stop.

### Lesní jadrnci
Lesní jadrnci jsou vysocí a silní, v lese téměř k nerozeznání od ostatních stromů. Jsou náchylní k požárům, proto jsou nepřátelští vůči ohnivým jadrncům.

### Píseční jadrnci
Píseční jadrnci se objevují hlavně v poušti Krasia. Jsou menší verzí skalních démonů, ale se slabším krunýřem. Loví hlavně ve smečkách.

## Pokračování
Druhý díl démonského cyklu se nazývá Pouštní Kopí a do příběhu vstoupí další postava. Třetí díl této série se v org. jmenuje The Daylight War (česky Válka za bílého dne) a v ČR vyšel v roce 2013. Čtvrtý díl v org. The Skull Throne (česky Trůn lebek) vyšel v ČR v roce 2015. Pravděpodobně poslední díl série je v org. The Core (česky Jádro), vyšel v ČR v roce 2018. Původně se mělo jednat o trilogii, nicméně otevřený konec třetího dílu naznačil něco jiného, z čehož vzešly další dvě knihy.
Existuje ještě šestá, samostatná kniha Tibbet’s Brook, která se odehrává ve stejném světě ale s jinými postavami.

## Film
Na zfilmování této démonské trilogie pracuje Paul W. S. Anderson.